# Senna podocarpa
Senna podocarpa är en ärtväxtart som först beskrevs av Jean Baptiste Antoine Guillemin och Perr., och fick sitt nu gällande namn av John Michael Lock. Senna podocarpa ingår i släktet sennor, och familjen ärtväxter. Inga underarter finns listade i Catalogue of Life.